# تمازج
الجبهة الثالثة، المعروفة باسم تمازج، هي مجموعة متمردة مزعومة تتمركز في منطقتي دارفور وكردفان في السودان.

## تسمية
كلمة "تمازج" قد تم ترجمتها من كلمة في اللهجة العربية لجنوب السودان وتعني "المزيج".

## تاريخ
يبدو أن الجبهة الثالثة/تمازج قد تشكلت خلال الاستعدادات لاتفاق جوبا للسلام بهدف توقيع الاتفاق كمجموعة متمردة. وقد اتُهمت على نطاق واسع بأنها أُدرجت في العملية من قبل حكومة السودان كمجموعة متمردة وهمية. ادعت الجبهة الثالثة/تمازج أنها كانت جزءًا سابقًا من مجموعة "SPLM-N" المتمردة، لكن كلا الفصيلين الرئيسيين لتلك المجموعة نفيا ذلك. وكشفت تحقيقات الأمم المتحدة أن الجبهة الثالثة/تمازج قد تكون بقيادة مليشيات عربية خدمت تحت قيادة رياك مشار في كل من الحرب الأهلية السودانية الثانية (كجزء من الجيش الشعبي لتحرير السودان) والحرب الأهلية في جنوب السودان (كجزء من الجيش الشعبي لتحرير السودان-في المعارضة)، بعد أن قضت الفترة بين الحربين كجزء من قوات الدفاع الشعبي، وهي مجموعة شبه عسكرية تحت قيادة حكومة السودان. وذُكر أنهم سُمِح لهم بالانضمام إلى عملية السلام بتشجيع من مشار.
كانت تمازج واحدة من الموقعين على اتفاق جوبا للسلام الذي تم توقيعه في أكتوبر 2020، وبعد ذلك نمت بسرعة من حيث القوة والنفوذ، حيث قامت بتجنيد مقاتلين جدد من دارفور وافتتحت مكاتب في جميع أنحاء السودان. في عام 2021، حصلت على مقعدين في المجلس التشريعي، بما في ذلك رئاسة لجنة برلمانية ومفوضية.
في 17 أغسطس 2023، أعلنت تمازج تحالفها الرسمي مع قوات الدعم السريع في الصراع الجاري ضد القوات المسلحة السودانية. في 12 مارس 2023، اقتحمت تمازج مركز شرطة في الخرطوم، معتقدة أن قوات الأمن هناك اعتدت على أحد قادتها. وفقاً لتمازج، قام مجموعة من ضباط الشرطة بضرب الجنرال بشدة وكسر ساقه. كرد فعل، قامت المجموعة بمحاصرة المركز باستخدام مركبة مسلحة وثماني مركبات صغيرة بينما أطلقت النار في الهواء. ووفقاً لصحيفة السودان تريبيون، فإن لتمازج قوات أكثر من المتفق عليها في الخرطوم. يعتبر هذا الحادث جزءًا من موجة من الحوادث المماثلة في العاصمة.